# Judo ai Giochi della XXVII Olimpiade
Le prove di judo ai Giochi della XXVII Olimpiade si sono svolte tra il 16 ed il 22 settembre 2000 presso il Sydney Convention and Exhibition Centre di Sydney.

## Podi

### Uomini
| Evento                                        | Oro                | Argento            | Bronzo                                  |
| fino a 60 kg (pesi super-leggeri) (dettagli)  | Tadahiro Nomura    | Jung Bu-Kyung      | Manolo Poulot Aidyn Smağulov            |
| fino a 66 kg (pesi mezzo-leggeri) (dettagli)  | Hüseyin Özkan      | Larbi Benboudaoud  | Girolamo Giovinazzo Giorgi Vazagashvili |
| fino a 73 kg (pesi leggeri) (dettagli)        | Giuseppe Maddaloni | Tiago Camilo       | Anatol' Larukoŭ Vsevolods Zelonijs      |
| fino a 81 kg (pesi medio-leggeri) (dettagli)  | Makoto Takimoto    | Cho In-Chul        | Nuno Delgado Aleksei Budõlin            |
| fino a 90 kg (pesi medi) (dettagli)           | Mark Huizinga      | Carlos Honorato    | Frédéric Demontfaucon Ruslan Mashurenko |
| fino a 100 kg (pesi medio-massimi) (dettagli) | Kōsei Inoue        | Nicolas Gill       | Yuri Stepkine Stéphane Traineau         |
| oltre 100 kg (pesi massimi) (dettagli)        | David Douillet     | Shinichi Shinohara | Indrek Pertelson Tamerlan Tmenov        |

### Donne
| Evento                                       | Oro                  | Argento           | Bronzo                                      |
| fino a 48 kg (pesi super-leggeri) (dettagli) | Ryōko Tamura         | Lyubov Brouletova | Anna-Maria Gradante Ann Simons              |
| fino a 52 kg (pesi mezzo-leggeri) (dettagli) | Legna Verdecia       | Noriko Narazaki   | Kye Sun-Hi Yuxiang Liu                      |
| fino a 57 kg (pesi leggeri) (dettagli)       | Isabel Fernández     | Driulis González  | Kie Kusakabe Maria Pekli                    |
| fino a 63 kg (pesi medio-leggeri) (dettagli) | Séverine Vandenhende | Shufang Li        | Gella Vandecaveye Jung Sung-Sook            |
| fino a 70 kg (pesi medi) (dettagli)          | Sibelis Veranes      | Kate Howey        | Cho Min-Sun Ylenia Scapin                   |
| fino a 78 kg (pesi medio-massimi) (dettagli) | Lin Tang             | Céline Lebrun     | Simona Marcela Richter Emanuela Pierantozzi |
| oltre 78 kg (pesi massimi) (dettagli)        | Hua Yuan             | Daima Beltrán     | Kim Seon-Young Mayumi Yamashita             |

## Medagliere
| Pos.   | Paese          | Oro | Argento | Bronzo | Totale |
| ------ | -------------- | --- | ------- | ------ | ------ |
| 1      | Giappone       | 4   | 2       | 2      | 8      |
| 2      | Francia        | 2   | 2       | 2      | 6      |
| 3      | Cuba           | 2   | 2       | 1      | 5      |
| 4      | Cina           | 2   | 1       | 1      | 4      |
| 5      | Italia         | 1   | 0       | 3      | 4      |
| 6      | Paesi Bassi    | 1   | 0       | 0      | 3      |
| 6      | Spagna         | 1   | 0       | 0      | 3      |
| 6      | Turchia        | 1   | 0       | 0      | 3      |
| 9      | Corea del Sud  | 0   | 2       | 3      | 5      |
| 10     | Brasile        | 0   | 2       | 0      | 2      |
| 11     | Russia         | 0   | 1       | 2      | 3      |
| 12     | Canada         | 0   | 1       | 0      | 1      |
| 12     | Gran Bretagna  | 0   | 1       | 0      | 1      |
| 14     | Belgio         | 0   | 0       | 2      | 2      |
| 14     | Estonia        | 0   | 0       | 2      | 2      |
| 16     | Australia      | 0   | 0       | 1      | 1      |
| 16     | Bielorussia    | 0   | 0       | 1      | 1      |
| 16     | Corea del Nord | 0   | 0       | 1      | 1      |
| 16     | Georgia        | 0   | 0       | 1      | 1      |
| 16     | Germania       | 0   | 0       | 1      | 1      |
| 16     | Kirghizistan   | 0   | 0       | 1      | 1      |
| 16     | Lettonia       | 0   | 0       | 1      | 1      |
| 16     | Portogallo     | 0   | 0       | 1      | 1      |
| 16     | Romania        | 0   | 0       | 1      | 1      |
| 16     | Ucraina        | 0   | 0       | 1      | 1      |
| Totale | Totale         | 14  | 14      | 28     | 56     |